# Pedro Chalú
Pedro José Chalú (19 de marzo de 1906; Buenos Aires, Argentina - 4 de marzo de 1978;) fue un exfutbolista argentino que se desempeñaba como centrocampista. Apodado "Tres Pulmones" por su despliegue físico, surgió de las divisiones inferiores del Club Ferro Carril Oeste, que lo catapultó a dos de los principales equipos de su país y a la selección nacional.

## Clubes
| Club               | País      | Año         |
| ------------------ | --------- | ----------- |
| Ferro Carril Oeste | Argentina | 1926 - 1933 |
| River Plate        | Argentina | 1933 - 1934 |
| Racing Club        | Argentina | 1934        |